# Gerard Szmyd

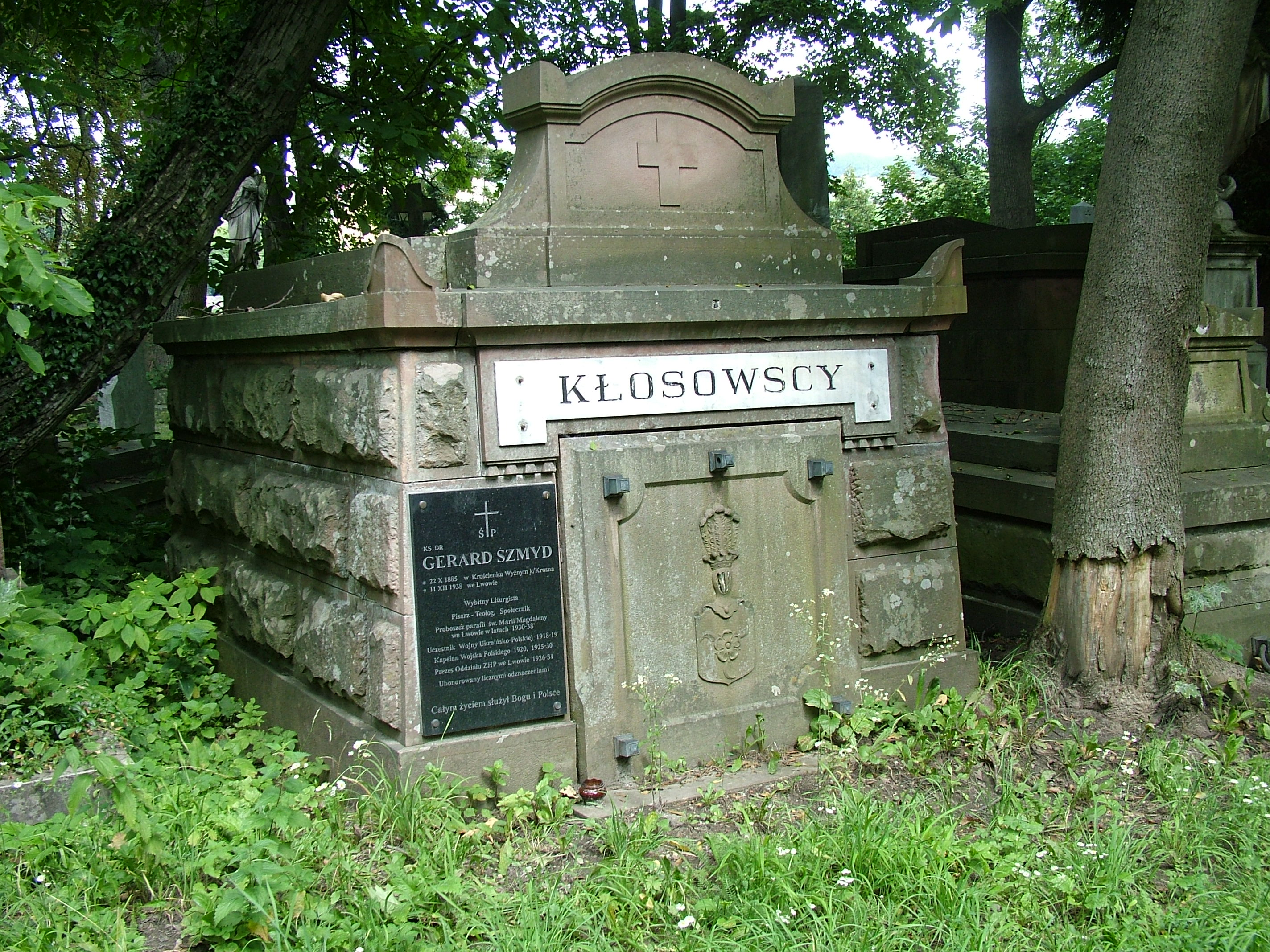
Miejsce spoczynku ks. Gerarda Szmyda na cmentarzu Łyczakowskim

Gerard Szmyd (ur. 22 października 1885 w Krościenku Wyżnym, zm. 11 grudnia 1938 we Lwowie) – polski duchowny katolicki, teolog, kanonik, kapelan wojskowy i harcerski.

## Życiorys
Urodził się w chłopskiej rodzinie Michała i Anny z Kielarów (zm. 1924). Miał dwóch braci - legionistów, i trzy siostry, z których dwie wstąpiły do Zgromadzenia Służebnic Najświętszego Serca Jezusowego, a trzecia - Karolina po mężu Fejkiel pozostała na ojcowiźnie. Ukończył 4 klasy szkoły powszechnej w Krościenku Wyżnym. Przez rok uczył się w szkole wydziałowej w Krośnie. Gimnazjum ukończył w Jaśle i zdał maturę. Wstąpił do seminarium duchownego we Lwowie. Studiował teologię na Wydziale Teologicznym Uniwersytetu Franciszkańskiego uzyskując tytuł doktora teologii. 10 lipca 1910 z rąk abpa Józefa Bilczewskiego przyjął święcenia kapłańskie. Posługę kapłańską rozpoczął jako wikariusz w Kałuszu, gdzie pełnił także obowiązki katechety. Po 2 latach został wikariuszem parafii Matki Bożej Śnieżnej we Lwowie oraz notariuszem kurii metropolitalnej. W latach 1913–1917 był wikariuszem w bazylice archikatedralnej Wniebowzięcia Najświętszej Maryi Panny we Lwowie, gdzie również pełnił funkcję kantora katedralnego. Pracował w C. K. V Gimnazjum we Lwowie, skąd 1 września 1917 został przeniesiony do C. K. IV Gimnazjum we Lwowie i był tam profesorem-katechetą, exhortatorem nauk niedzielnych i świątecznych, uczył śpiewu. Był także kapelanem ss. karmelitanek bosych we Lwowie. Po zakończeniu I wojny światowej w listopadzie 1918 brał udział w obronie Lwowa podczas wojny polsko-ukraińskiej, a w 1920 ochotniczo wziął udział w wojnie polsko-bolszewickiej. W latach 1920 i 1925–1930 był kapelanem Wojska Polskiego. Po odzyskaniu przez Polskę niepodległości i przemianowaniu szkoły na Gimnazjum im. Jana Długosza w latach 20. nadal był katechetą w szkole, ucząc także śpiewu oraz wygłaszał egzortę w niedzielę i święta. Ponadto był także kapelanem Związku Obrońców Lwowa, chorągwi harcerskiej we Lwowie, od 1926 do 1931 pełniąc również urząd prezesa zarządu Oddziału Lwowskiego Związku Harcerstwa Polskiego. W 1924 figurował jako członek okręgu lwowskiego Towarzystwa Nauczycieli Szkół Średnich i Wyższych. Przed 1929 otrzymał przywilej noszenia Rokiety i Mantoletu. W latach 1930–1938 proboszczem parafii św. Marii Magdaleny we Lwowie przy kościele pod tym wezwaniem. W tym czasie dokonano odnowy świątyni, wybudowano organy oraz wzniesiono obok dom parafialny Akcji Katolickiej, a po jego poświęceniu ks. Szmyd otrzymał pod koniec grudnia 1932 tytuł kanonika honorowego kapituły lwowskiej. Był członkiem Polskiego Towarzystwa Teologicznego. Do końca życia był asystentem Akcji Katolickiej Kobiet we Lwowie.
Zmarł na atak serca 11 grudnia 1938 podczas uroczystości poświęcenia Domu Katolickiego na Kulparkowie we Lwowie. Pierwotnie pochowany 14 grudnia 1938 na Cmentarzu Obrońców Lwowa. W okresie Ukraińskiej SRR w trakcie profanacji i zrównywania z ziemią Cmentarza Obrońców Lwowa Maria Tereszczakówna (polska działaczka społeczna) wraz z grupą kilku innych osób, w celu ratowania szczątków polskich bohaterów pochowanych na tym cmentarzu przeniosła kilka ciał zasłużonych Polaków w inne miejsce pochówków w tym do grobowców w głębi Cmentarza Łyczakowskiego. Po latach udało się ustalić, że miejscem spoczynku ks. Szmyda jest grobowiec rodzinny Kłosowskich (w grobie tym do 2011 spoczywał także arcybiskup lwowski Józef Teodorowicz, którego szczątki zostały tutaj ukryte w latach 70. w podobnych okolicznościach). Obiekt ten został wpisany przez Instytut Pamięci Narodowej do ewidencji grobów weteranów walk o Wolność i Niepodległość Polski.

## Odznaczenia
- Krzyż Walecznych[3]
- Złoty Krzyż Zasługi (dwukrotnie: 27 czerwca 1928[11][12], 20 października 1938[13])
- Medal Niepodległości (21 kwietnia 1937)[14]
- Krzyż Obrony Lwowa
- odznaczenia harcerskie[7]